# Eupelmidae
Eupelmidae – rodzina błonkówek z nadrodziny bleskotek.

## Zasięg występowania
Przedstawiciele tej rodziny występują na całym świecie.
W Polsce stwierdzono 16 gatunków.

## Budowa ciała
Rozmiary bardzo zmienne, w zależności od żywiciela, w obrębie jednego gatunku mogą się one różnić nawet czterokrotnie.Ciało wydłużone, śródplecze wklęsłe. Biodra przedniej i środkowej pary odnóży szeroko rozdzielone, pośrodku goleni długa i gruba ostroga. Żyłka marginalna długa. Niektóre gatunki bezskrzydłe lub z silnie skróconymi skrzydłami.
Ciało metalicznie połyskujące, skrzydła czasami z plamkami

## Biologia i ekologia
Eupelmidae zasiedlają wiele różnorodnych biotopów oraz są parazytoidami (czasem również nadparazytoidami) larw i jaj bardzo wielu grup owadów (motyli, błonkówek, pluskwiaków, chrząszczy, sieciarek i prostoskrzydłych) oraz pajęczaków i prawdopodobnie innych bezkręgowców.
Niektóre gatunki posiadają zdolność do wykonywania skoków (podobną jak u sprężyków) dzięki możliwości zginania głowy oraz odwłoka nad tułowiem.

## Systematyka
Do Eupelmidae zaliczanych jest około 900 gatunków i 3 podrodziny:
- Calosotinae
- Eupelminae
- Eusandalinae

Oraz 2 rodzaje nie zaliczane do żadnej z podrodzin:
- Peleumus
- Pseudocalosoter